# Tamara Zieschang

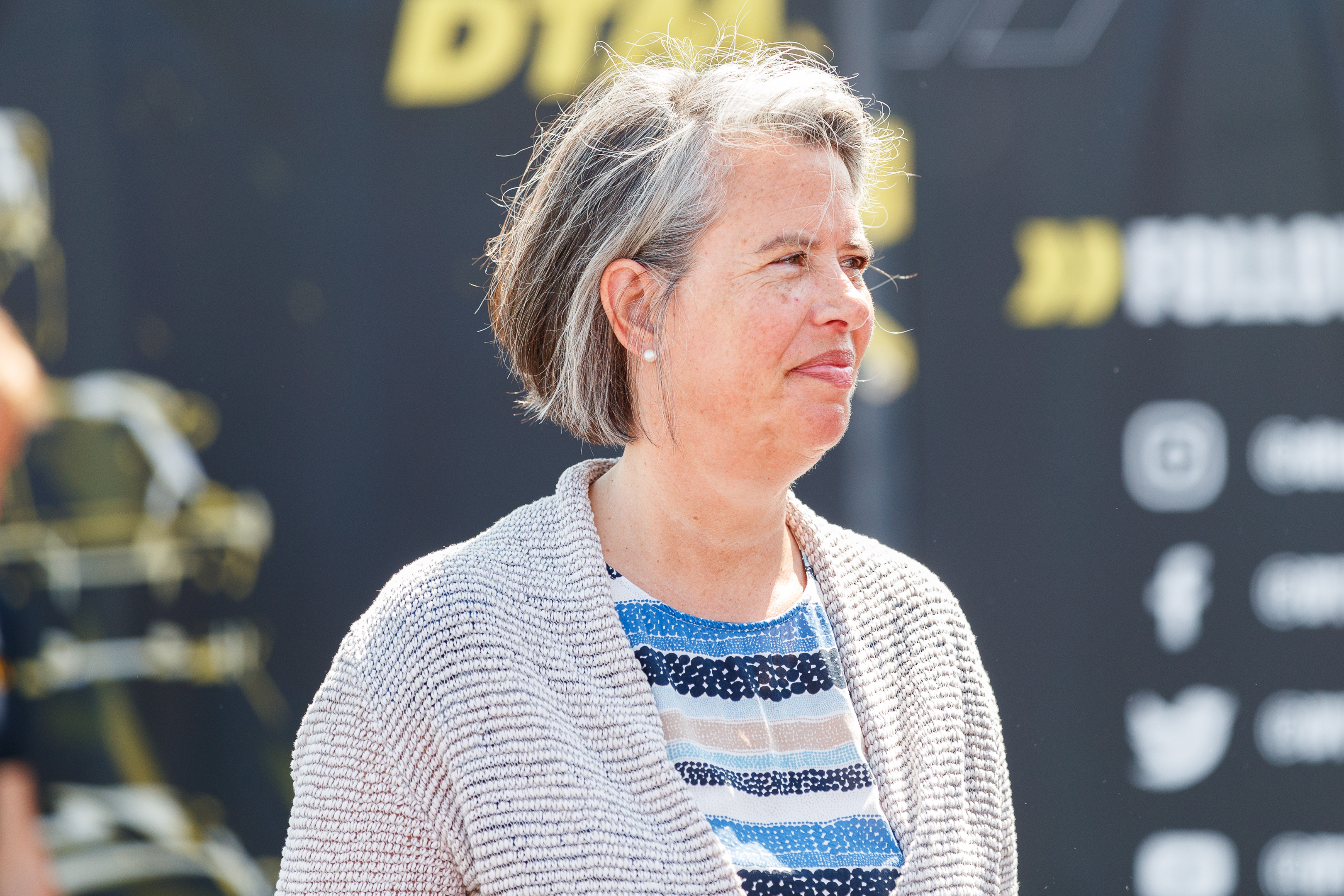
Tamara Zieschang (2023)

Tamara Zieschang (* 21. August 1970 in Saarlouis) ist eine deutsche Politikerin (CDU). Sie ist seit 2021 Ministerin für Inneres und Sport des Landes Sachsen-Anhalt im Kabinett Haseloff III. Zuvor war sie von 2019 bis 2021 Staatssekretärin im Bundesministerium für Verkehr und digitale Infrastruktur, von 2012 bis 2019 Staatssekretärin in Sachsen-Anhalt und von 2009 bis 2012 Staatssekretärin in Schleswig-Holstein.

## Leben und Beruf
Tamara Zieschang verbrachte den größten Teil ihrer Jugend im niedersächsischen Lingen (Ems). Nach ihrem Abitur 1989 am katholischen Franziskusgymnasium Lingen studierte sie bis 1996 an den Universitäten in Würzburg und Bonn Rechtswissenschaften. Nach dem ersten Staatsexamen arbeitete Tamara Zieschang von 1996 bis 1999 als wissenschaftliche Hilfskraft am Institut für Völkerrecht und Öffentliches Recht der Universität Bonn. Ihr zweites Staatsexamen legte sie im Jahre 2000 ab. Mit einer Arbeit über Das Staatsbild Franz Böhms wurde sie im Jahr 2001 zum Dr. jur. promoviert. Von 2000 bis 2004 war sie für wirtschaftsberatende Rechtsanwaltskanzleien in Berlin tätig, von 2004 bis 2009 folgte eine Tätigkeit in der Rechtsabteilung des Bundesverbandes der Deutschen Volksbanken und Raiffeisenbanken.
Tamara Zieschang ist evangelisch-lutherischer Konfession.

## Partei
Von 1992 bis 1993 war Tamara Zieschang stellvertretende Vorsitzende und von 1993 bis 1994 Bundesvorsitzende des Rings Christlich-Demokratischer Studenten. 1994 trat sie der CDU bei. Zwischen 2002 und 2008 war sie Mitglied des Ländervorstandes des Evangelischen Arbeitskreises der CDU/CSU für Berlin und Brandenburg und von 2006 bis 2007 Mitglied der Grundsatzprogramm-Kommission der CDU. Am 1. Dezember 2023 wurde sie zur stellvertretenden Vorsitzenden der Konrad-Adenauer-Stiftung gewählt.
Bei der Bundestagswahl 2009 scheiterte Zieschang als Direktkandidatin im brandenburgischen Bundestagswahlkreis 63 (Dahme-Spreewald – Teltow-Fläming III – Oberspreewald-Lausitz I) mit 24,8 Prozent der Erststimmen. Auf der Landesliste der CDU Brandenburg war sie mit Platz 7 nicht aussichtsreich genug platziert.

## Öffentliche Ämter
Am 27. Oktober 2009 wurde Zieschang zur für den Geschäftsbereich „Wirtschaft“ zuständigen Staatssekretärin im Ministerium für Wissenschaft, Wirtschaft und Verkehr des Landes Schleswig-Holstein ernannt. Mit dem Regierungswechsel infolge der Landtagswahl 2012 endete ihr Amt am 12. Juni 2012.
Fünf Monate später wechselte Zieschang in den Dienst des Landes Sachsen-Anhalt: Am 15. November 2012 wurde sie durch Ministerpräsident Reiner Haseloff (CDU) zur Staatssekretärin im Ministerium für Wissenschaft und Wirtschaft ernannt. Nach der Landtagswahl 2016 wechselte sie das Ressort und amtierte ab dem 27. April 2016 als Staatssekretärin im Ministerium für Inneres und Sport des Landes Sachsen-Anhalt.
Im Dezember 2019 wechselte Zieschang als Staatssekretärin in das Bundesministerium für Verkehr und digitale Infrastruktur. Sie trat dort die Nachfolge von Guido Beermann an. Sie war in dieser Funktion Mitglied im Aufsichtsrat der Deutschen Bahn und seit 30. April 2020 Vorsitzende des Aufsichtsrats der Deutschen Flugsicherung.
Am 16. September 2021 trat sie als Ministerin für Inneres und Sport des Landes Sachsen-Anhalt in das Kabinett Haseloff III ein.  Zieschang führte in Sachsen-Anhalt als erstem Bundesland ein, dass nur Personen eingebürgert werden können, die sich ausdrücklich zum Existenzrecht Israels bekennen.